# Medinilla oblanceolata
Medinilla oblanceolata är en tvåhjärtbladig växtart som beskrevs av Elmer Drew Merrill. Medinilla oblanceolata ingår i släktet Medinilla och familjen Melastomataceae. Inga underarter finns listade i Catalogue of Life.